# La Villedieu (Creuse)
La Villedieu è un comune francese di 47 abitanti situato nel dipartimento della Creuse nella regione della Nuova Aquitania.

## Società

### Evoluzione demografica
Abitanti censiti